# Radio Televisión Local Sur
Radio Televisión Local Sur (RTLS) era una emisora de radio y televisión local de ámbito insular de la isla de Gran Canaria (Islas Canarias, España). 

## Programación
La programación era de carácter generalista contando con programas de actualidad como "El cardón" y "Haben sie ein problem", programas de entrevistas como "Gran Canaria", "Gente Nuestra" y "El Alcalde Informa", informativos, programas deportivos como "Desde la grada" y programas de debate como "Caña de azúcar" y "Su excelencia el turismo".
Esta programación de producción propia se complementaba con el programa para los aficionados al motor "Kronómetro Cero" (Teidevisión-Canal 6) y la señal de Popular TV.

## Cese de emisiones
Radio Televisión Local Sur no consiguió ninguna licencia de emisión en la Televisión Digital Terrestre y por lo tanto, debía dejar de emitir con el apagón analógico.
Tras producirse este completamente en la isla el 10 de agosto de 2009, el canal continuó emitiendo en analógico, hasta que el 15 de septiembre anunció su cierre de emisiones, efectivo el día 25 de septiembre, a las 12:28. Minutos después cesaron las emisiones de radio.